# Конституція Української Радянської Соціалістичної Республіки 1937

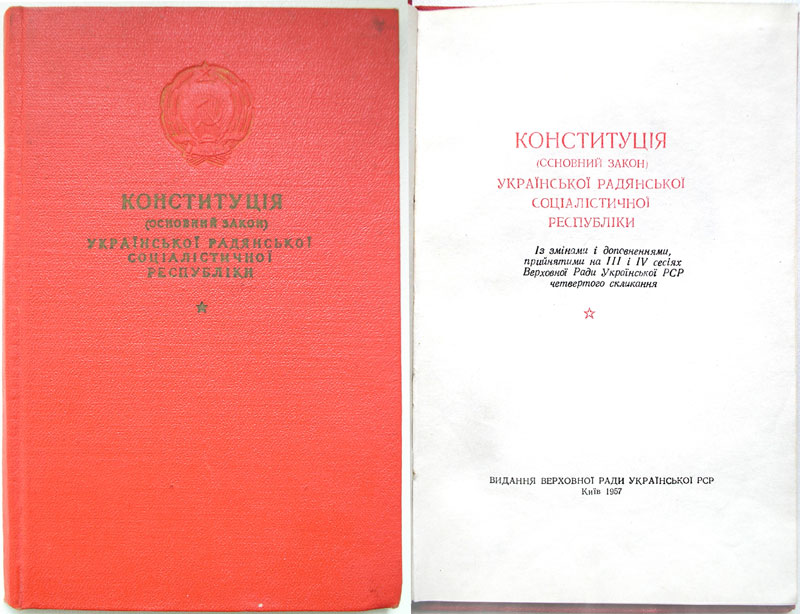
Обкладинка і титульний лист Конституції 1937 року

Конституція Української Радянської Соціалістичної Республіки 1937 — основний закон Української Радянської Соціалістичної Республіки, затверджений 14-м надзвичайним Українським з'їздом рад 30 січня 1937. Базувалася на Конституції СРСР 1936.

## Положення конституції

### Суспільний і державний устрій
Базувалася на Конституції СРСР 1936. Складалася з 13 розділів. У 1-му розділі УРСР проголошувалася соціалістичною державою робітників і селян, закріплювалися її політична (ради депутатів трудящих) і економічна (соціалістична система господарства і соціалістична власність на знаряддя та засоби виробництва) основи. Декларувалася перемога диктатури пролетаріату, торжество гасел «Вся влада радам!», «Хто не працює, той не їсть» та «Від кожного за його здібністю, кожному — за його працею». Соціалістична власність фіксувалася у двох формах — державній (всенародне добро) та кооперативно-колгоспній (громадська, соціалістична власність колгоспів і кооперативних організацій). Законом захищалося право особистої власності громадян на їхні трудові доходи та заощадження, на житловий будинок і підсобне хатнє господарство тощо, право спадкування особистої власності громадян, а також особиста власність членів колгоспного двору. Земля закріплювалася за колгоспами у безплатне і безстрокове користування. Кожний колгоспний двір міг мати в особистому користуванні невелику присадибну ділянку землі. Допускалося існування дрібного приватного господарства одноосібних селян і кустарів, яке ґрунтувалося на особистій праці й виключало експлуатацію людини людиною.

### Декларативна суверенність
2-й розділ конституції декларував добровільне об'єднання УРСР з ін. рад. республіками в союзну державу — СРСР, а також республіканський суверенітет УРСР, недоторканність її кордонів і право виходу із Союзу. Установлювався принцип подвійного громадянства, адміністративний поділ України на 7 областей (Вінницьку область, Дніпропетровську область, Донецьку область, Київську область, Одеську область, Харківську область і Чернігівську область) та Молдавську Автономну Радянську Соціалістичну Республіку.
Декларації про суверенні права республіки різко обмежувались як обов'язковістю законів СРСР на території УРСР, так і викладеними у статті 19 повноваженнями найвищих органів влади й органів державного управління УРСР в особі ВР УРСР, її Президії, РНК і комісаріатів УРСР, порядок створення, функціонування й компетенція яких формулювались у наступних розділах.

### Органи влади
Найвищий і єдиний законодавчий орган державної влади в Україні — Верховна Рада УРСР — обирався на 4 роки за нормою: 1 депутат від 100 тис. населення. Чергові сесії ВР скликалися двічі на рік, позачергові — за рішенням президії чи на вимогу не менше третини депутатів. Закони ухвалювалися простою більшістю і публікувалися за підписом голови та секретаря президії. Президія ВР обиралась у складі голови, двох заступників, секретаря і 15 членів та була підзвітною ВР. Депутати мали право недоторканності. На їхні запити члени уряду або окремі наркоми були зобов'язані відповідати у 3-денний строк.
Рада народних комісарів як уряд УРСР і найвищий виконавчий та розпорядчий орган державної влади республіки утворювалася ВР, була відповідальною перед нею і підзвітною їй та Президії ВР. Компетенція РНК визначалась у статті 43 та обмежувалась не лише статтею 14 Конституції СРСР 1936 та законами УРСР, а й законами СРСР та постановами й розпорядженнями союзної РНК. Галузями державного управління керували союзнореспубліканські (харчової, легкої, лісової промисловості, земельних справ, зернових і тваринницьких радгоспів, фінансів, внутрішньої торгівлі, внутрішніх справ, юстиції та охорони здоров'я) і республіканські (освіти, місцевої промисловості, комунального господарства, соціального забезпечення) народні комісаріати. До уряду УРСР, окрім голови, його заступників та народних комісарів, входили голова Держплану УРСР, начальник управління у справах мистецтв й уповноважені загальносоюзних наркоматів і Комітету заготівель СРСР.
Окремі розділи Основного Закону визначали найвищі органи державної влади й органи державного управління Молдавської АРСР. ВР Молдавської АРСР, її президія та раднарком будувалися, функціонували й наділялися повноваженнями аналогічних центральних органів УРСР, але в межах компетенції автономії.
Органами державної влади в областях, округах, районах, містах, селищах, станицях і селах УРСР були відповідні ради депутатів трудящих, які обиралися населенням відповідних округів, районів, міст, селищ, станиць і сіл на 2 роки. Виконавчими та розпорядчими органами місцевих рад вважалися виконкоми. Безпосередні управлінські функції на місцях здійснювали управління чи відділи виконкомів — земельні, фінансові, внутрішньої торгівлі, місцевої промисловості, народної освіти, охорони здоров'я, соціального забезпечення, комунального господарства, шляховий та інші. Загальносоюзні наркомати та НКВС СРСР утворювали при обласних, а НКВС УРСР і при районних радах — власні управління; Комітет заготівель СРСР призначав своїх уповноважених. Відділи й управління виконкомів перебували в підпорядкуванні відповідної ради виконкому, відділу вищого виконкому, наркомату.

### Права громадян
Конституція закріпила основні соціально-економічні права громадян: на працю, відпочинок, матеріальне забезпечення в старості, у разі хвороби чи втрати працездатності, на освіту, рівноправність жінки і чоловіка, рівноправність громадян незалежно від їх національності та раси, держ. охорону інтересів матері й дитини тощо. Демократичні свободи (слова, друку, зібрань, мітингів, походів, демонстрацій, совісті, об'єднання у громадські організації) декларувалися, але фактично не забезпечувалися. Вперше на конституційному рівні КП(б)У надавався статус «керівного ядра» всіх організацій трудящих — як громадських, так і державних. Закріплювалися також недоторканність особи, житла та інші особисті права. Громадяни зобов'язувалися дотримуватися конституції, виконувати закони, додержуватися дисципліни праці, чесно ставитися до громадських обов'язків, поважати правила соціалістичного співжиття, берегти й зміцнювати суспільну, соціалістичну власність, захищати батьківщину, виконувати загальний військовий обов'язок.

### Виборча система
Конституція містила спеціальний розділ про виборчу систему. Тут закріплювалися принципи загального, рівного і прямого виборчого права при таємному голосуванні.

### Правосуддя
Здійснення правосуддя в УРСР покладалося на Верховний Суд Української РСР, обласні суди, спеціальні суди СРСР, що створюються за постановою Верховної Ради СРСР, народні суди.
Розгляд справ у всіх судах здійснювався за участю народних засідателів, крім випадків, спеціально передбачених законом.
Верховний Суд Української РСР обирався Верховною Радою Української РСР; обласні суди — обласними Радами трудящих; народні судді — громадянами району (міста) — усі на п'ять років.
Судочинство провадилося українською мовою з забезпеченням права на перекладача, а також права виступати на суді рідною мовою.
Декларувалося, що судді незалежні та підкоряються тільки законові.

### Інші розділи
Інші розділи конституції регулювали питання державного бюджету, визначали герб, прапор і столицю республіки, встановлювали порядок внесення змін до Основного Закону.

## Виконання
Конституція 1937 р. була чинною впродовж більш як 40 років — і наприкінці 1930-х, коли влада ігнорувала будь-які особисті права громадян, і в період радянсько-німецької війни (1941—1945 рр.), коли ціла низка норм конституції не діяла з об'єктивних причин, і в повоєнні роки, коли влада, нехтуючи всіма писаними законами, боролася з українським націоналізмом у західних областях республіки, і в роки хрущовської «відлиги» (тоді до складу УРСР було введено нову територію — Крим), і в період брежнєвського застою. Лише наприкінці 1970-х рр. Конституція 1937 р. була замінена Конституцією Української Радянської Соціалістичної Республіки 1978 р.

## Джерело
- О. М. Мироненко. Конституція Української Радянської Соціалістичної Республіки 1937 Електронний ресурс // Енциклопедія історії України: Т. 5: Кон — Кю / Редкол.: В. А. Смолій (голова) та ін. НАН України. Інститут історії України. — К.: В-во «Наукова думка», 2008. — 568 с.